# Шутко Володимир Анатолійович
Володи́мир Анато́лійович Шутко́ (нар. 2 вересня 1974, місто Дрогобич Львівської області) — український діяч, голова Дрогобицької районної державної адміністрації Львівської області.

## Життєпис
З вересня 1989 до червня 1992 року — учень Дрогобицького середнього професійно-технічного училища № 15.
У червні 1993 — лютому 1998 року — продавець магазину автозапчастин малого підприємства (з квітня 1996 року — ТзОВ Холдингової компанії) «Доброта» в Дрогобичі.
З 1998 до 2015 року офіційно не працював.
У 2008 році закінчив Львівський національний університет імені Івана Франка, прикладна статистика, спеціаліст з прикладної статистики, економіст-бухгалтер.
З 2010 року — член політичної партії «УДАР (Український Демократичний Альянс за Реформи) Віталія Кличка», один із засновників Дрогобицького осередку партії. З 2015 року очолював Дрогобицький осередок Блоку Петра Порошенка «Солідарність».
З вересня до грудня 2015 року — заступник директора з економічних питань Дрогобицької філії ТзОВ Медичний коледж «Монада».
У грудні 2015 — 29 квітня 2016 року — перший заступник голови Дрогобицької районної державної адміністрації Львівської області.
29 квітня 2016 — 8 травня 2018 року — голова Дрогобицької районної державної адміністрації Львівської області.
З 2019 року — начальник Дрогобицького Управління водного господарства Басейнового Управління водних ресурсів річок Західного Бугу та Сяну.